# Centerpartiets partiledarval 2025
Centerpartiets partiledarval 2025 hölls på en extrainsatt partistämma den 3 maj 2025 för att välja den avgående partiledaren Muharrem Demiroks efterträdare. En enig valberedning föreslog Anna-Karin Hatt till ny partiordförande, och stämman biföll enhälligt förslaget.

## Bakgrund
Den 2 februari 2023 valdes Muharrem Demirok till ny partiledare för Centerpartiet. I riksdagsvalet 2022 gick partiet tillbaka mest av alla partier och gick i opposition mot den nya högerregeringen som regerade på grundval av Tidöavtalet, en uppgörelse mellan de övriga gamla allianspartierna i regering som samarbetade med Sverigedemokraterna i riksdagen. I processens inledning pekades, precis som efter Annie Lööfs avgång, Emil Källström och Anna-Karin Hatt ut som partiets drömkandidater. Den slutna partiledarprocessen ansågs också vara till fördel för kandidater som Källström och Hatt med ämbeten i näringslivet. Källström meddelade dock redan den 25 februari 2025 att han inte var intresserad av att kandidera. Anna-Karin Hatt meddelade först den 2 april att hon inte ville bli ny partiledare. Det här efter att valberedningen hade mottagit partiets nomineringar och att det enligt källor tydde på att Hatt hade fått störst stöd i partiet.
Den 14 april presenterade en enig valberedning Anna-Karin Hatt som sitt förslag till ny partiledare. Valberedningen menade att hon hade fått ett överlägset stort stöd i landet på alla nivåer. Hatt, som tidigare hade tackat nej till att kandidera, accepterade nomineringen. Valberedningen föreslog vidare riksdagsledamöterna Rickard Nordin och Ulrika Heie som förste respektive andre vice ordförande, som isåfall kommer ta över uppdragen från Daniel Bäckström samt Ulrika Liljeberg.

## Process
Valberedningen mottog nomineringar från medlemmar fram till den 14 mars.

## Kandidater
Valberedningens förslag av partiledare. 
- Fet text markerar dåvarande uppdrag.

| Namn            | Född                                      | Bakgrund | Tillkännagivande | Ref.  | Stöd |
| --------------- | ----------------------------------------- | --- | ---------------- | ----- | --- |
| Anna-Karin Hatt | 7 december 1972 (52 år) Gryteryd, Sverige | VD för Lantbrukarnas riksförbund (2019–2025), VD för Almega (2015–2019), Sveriges energiminister (2011–2014), Sveriges IT-minister (2010–2014), Sveriges regionminister (2010–2011), Statssekreterare vid samordningskansliet (2006–2010). Partiledarkandidat 2011. | 14 april 2025    | [ 4 ] | EU-parlamentariker: - Emma Wiesner Riksdagsledamöter: - Alireza Akhondi - Daniel Bäckström - Ulrika Heie - Ulrika Liljeberg - Helena Lindahl - Rickard Nordin - Elisabeth Thand Ringqvist |

### Avböjde kandidatur
- Alireza Akhondi – Ledamot av Sveriges riksdag (2018–). Partiledarkandidat 2023.[14](Stödde Anna-Karin Hatt).[7]
- Daniel Bäckström – Gruppledare för Centerpartiet (2022–), förste vice partiledare (2023–), ledamot av Sveriges riksdag (2013, 2014–), kommunstyrelsens ordförande i Säffle kommun (2005–2014). Partiledarkandidat 2023. (Stödde Anna-Karin Hatt)[15][16][17][18][8]
- Emil Källström – VD för SEKAB (2022–), Ekonomisk-politisk talesperson (2014–2021), ledamot av Sveriges riksdag (2010–2021).[19]
- Ulrika Liljeberg – Ledamot av Sveriges riksdag (2022–), rättspolitisk talesperson (2022–), kommunstyrelsens ordförande i Leksands kommun (2008–2022).[20][21][15][22][18] (Stödde Anna-Karin Hatt).[10]
- Helena Lindahl – Ledamot av Sveriges riksdag (2010–), landsbygdspolitisk talesperson (2023–). Partiledarkandidat 2023. (Stödde Anna-Karin Hatt).[11][23]
- Rickard Nordin – Klimat- och energipolitisk talesperson (2014–), ledamot av Sveriges riksdag (2011–).[24] (Stödde Anna-Karin Hatt).[12]
- Elisabeth Thand Ringqvist – Ledamot av Sveriges riksdag (2022–), förste vice gruppledare (2023–), näringspolitisk talesperson (2022–), VD för Företagarna (2011–2015), ordförande för Centerpartiets Högskoleförbund (1997–1998). Partiledarkandidat 2023.[20][21][15][16][17][18](Stödde Anna-Karin Hatt).[13]
- Hanna Wagenius – Ordförande för Centerpartiets ungdomsförbund (2011–2015), kommunfullmäktiges ordförande i Östersunds kommun (2018–), ledamot av Sveriges riksdag (2022).[25]
- Emma Wiesner – EU-parlamentariker (2021–). Partiledarkandidat 2023.[26] (Stödde Anna-Karin Hatt).[6]
- Martin Ådahl – Ledamot av Sveriges riksdag (2018–), ekonomisk-politisk talesperson (2021–).[15][16][27][4]